# Sonny Rollins + 3
Sonny Rollins + 3 è un album in studio del sassofonista jazz statunitense Sonny Rollins, pubblicato nel 1995.

## Tracce
1. What a Difference a Day Made (Stanley Adams, María Mendez Grever) - 10:05
2. Biji (Sonny Rollins) - 8:18
3. They Say It's Wonderful (Irving Berlin) - 6:15
4. Mona Lisa (Ray Evans, Jay Livingston) - 3:53
5. Cabin in the Sky (Vernon Duke, John Latouche) - 8:50
6. H.S. (Sonny Rollins) - 6:17
7. I've Never Been in Love Before (Frank Loesser) - 12:19

## Formazione
- Sonny Rollins – sassofono tenore
- Bob Cranshaw – basso elettrico
- Stephen Scott – piano (tracce 3, 5)
- Jack DeJohnette – batteria (3, 5)
- Tommy Flanagan – piano (1, 2, 4, 6, 7)
- Al Foster – batteria (1, 2, 4, 6, 7)